# Nightline Wien

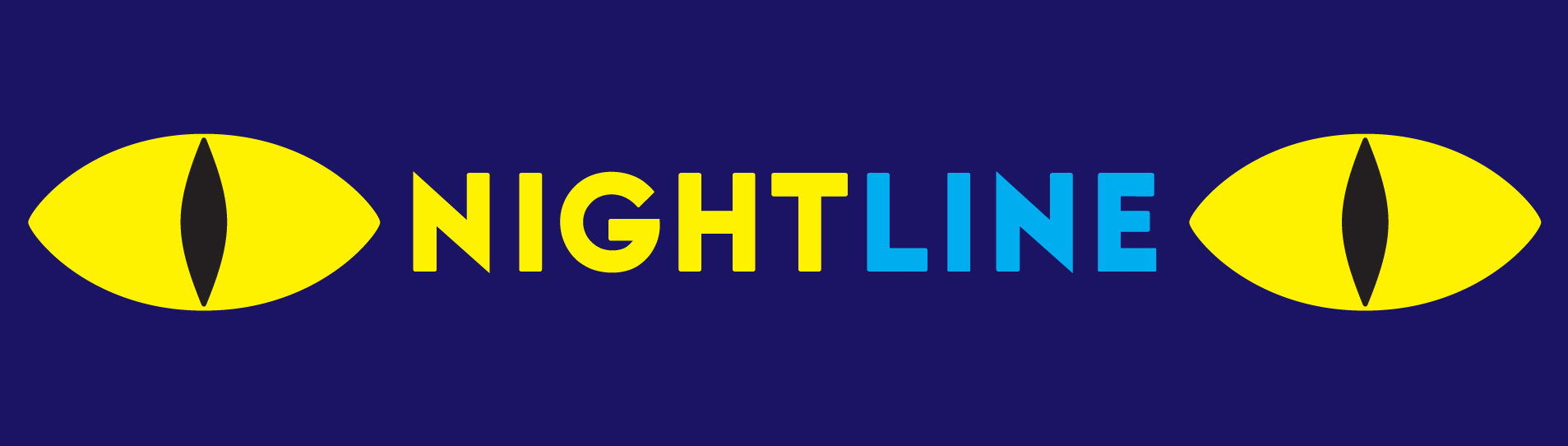
Logo der NightLine

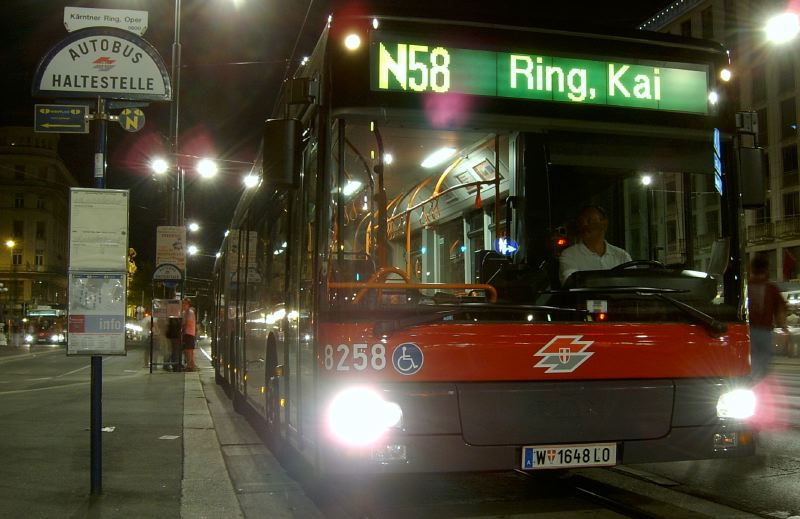
Die NightLine-Linien N58 …

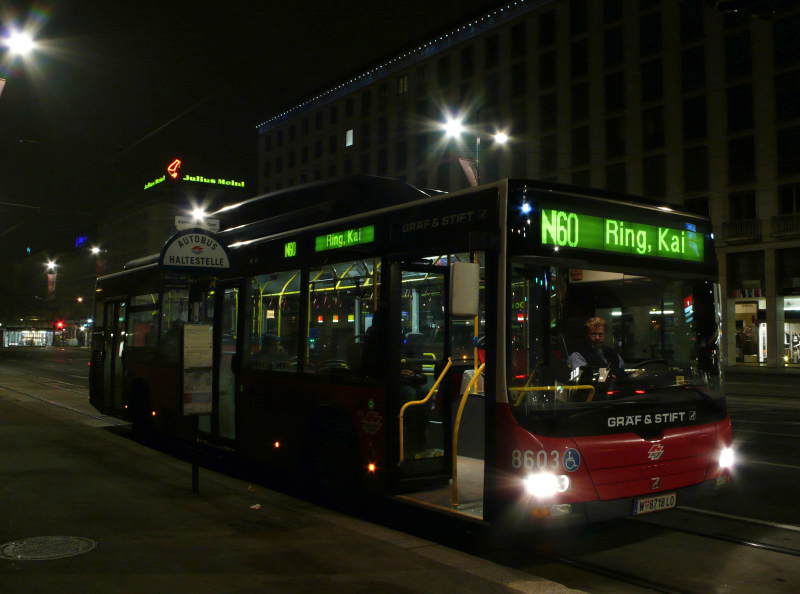
… und N60 bei der Station Kärntner Ring, Oper

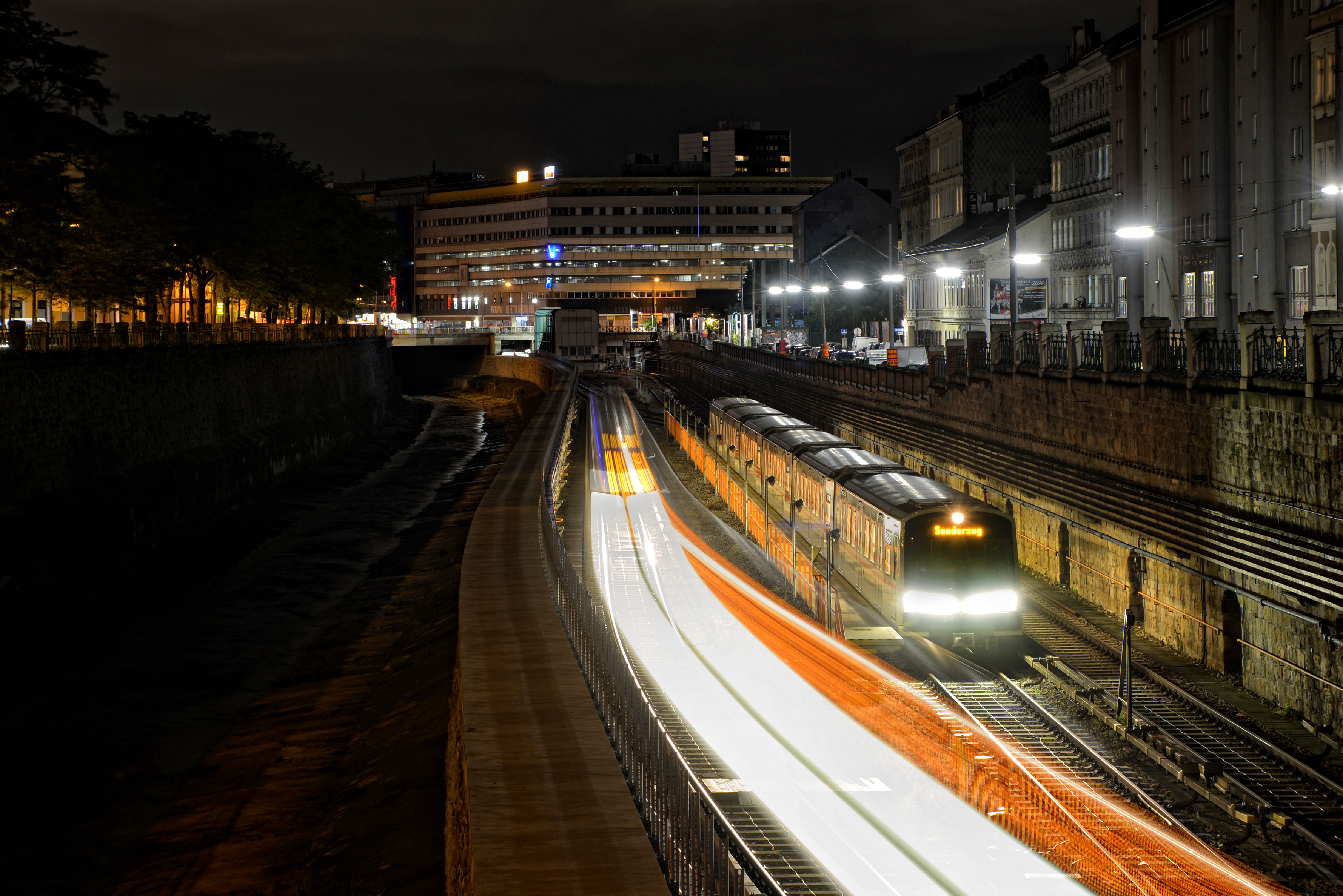
Seit 2010 ist die Nacht-U-Bahn in den Nächten vor Samstagen, Sonn- und Feiertagen ein fester Bestandteil des Wiener Nachtnetzes.

Die Nightline ist ein täglich etwa zwischen 0:30 und 5:00 Uhr betriebenes Nachtverkehrsnetz in Wien.

## Einsatzzeiten
In den Nächten vor Samstag, Sonntag und Feiertagen verkehren alle fünf U-Bahn-Linien im 15-Minuten-Intervall, 18 Nachtbuslinien der Wiener Linien im 30-Minuten-Takt sowie, 8 Rufbus-Linien bei Bedarf. In den übrigen Nächten sind 19 Nachtbuslinien (von denen vier die Innenstadt umrunden) im 30-Minuten-Takt sowie 10 Rufbus-Linien unterwegs.
An Wochenenden und Feiertagen ergänzen ein S-Bahn-Nachtverkehr auf der Vorortelinie, der Stammstrecke, der Südbahn, der Nordwestbahn, der Linie S7 bis Schwechat und der Linie S80 sowie darüber hinaus sowie die Badner Bahn zwischen Oper und Wiener Neudorf das NightLine-Netz.
Die Regionalbuslinie 303 verkehrt auch in der Nacht von Wien Oper über Casino Baden nach Bad Vöslau. Es gibt keinen eigenen Nachttarif, nahezu alle Fahrscheine gelten ohne Aufpreis auch im Nachtverkehr.
Nach der Einstellung früherer Nachtverkehrsnetze wurde 1986 ein neues Nachtbusnetz geschaffen, das 1995 massiv erweitert wurde. Im Jahr 2002 wurde der Nachtsondertarif abgeschafft und seit 2010 verkehren an den Wochenendnächten auch alle U-Bahn-Linien. Seit Dezember 2019 bietet auch die S-Bahn einen Nachtverkehr an. Einen regulären Nachtverkehr mit Straßenbahnwagen gibt es seit 1945 nur zum Jahreswechsel.

## Geschichte
Nachtbusnetze gab es in Wien bereits vor vielen Jahrzehnten. In der Nachkriegszeit verkehrten zwischen dem Stephansplatz und den Außenbezirken neun Linien, die 1955 auf täglichen Betrieb umgestellt wurden. 1970 wurden diese Linien eingestellt, danach existierte rund 16 Jahre lang kein öffentlicher Verkehr im nächtlichen Wien.
Am 28. Juni 1986 wurde ein neuer Nachtbusverkehr in Betrieb genommen. Die Linien N1 bis N8 fuhren in den Nächten auf Samstag und Sonntag, vom Schwedenplatz ausgehend, in 30-Minuten-Intervallen Rundkurse durch die verschiedenen Stadtteile Wiens. Der Fahrpreis betrug einheitlich 25 Schilling (heute inflationsbereinigt umgerechnet rund 3,50 Euro), was damals ein höherer Tarif als für eine Einzelfahrt tagsüber war. Die Fahrscheine gab es nur an den in den Bussen montierten Automaten
(was heute nicht mehr geht) und bei dem zu den betroffenen Nächten geöffneten Verkaufsschalter am Schwedenplatz. 1994 wurde noch die im Stundentakt zwischen Kagran und Eßling verkehrende Linie N11 geschaffen.
Nach einer grundlegenden Umstrukturierung nahm am 26. Oktober 1995 die täglich verkehrende NightLine mit nunmehr 22 Linien ihren Betrieb auf. Im Jänner 1999 erfolgten Änderungen an den Linienführungen, außerdem wurden neue, günstigere Tarife und im Vorverkauf erhältliche Streifenkarten eingeführt. Seit Juni 2002 ist der NightLine-Tarif in den Einheitstarif des Verkehrsverbundes Ost-Region (VOR) eingebunden, wodurch für die Fahrt ein regulärer Fahrschein verwendet werden kann bzw. die Benützung der Nachtbusse für Inhaber von Zeitkarten kostenlos ist. Im März 2006 erfolgten erneut Anpassungen, die Anzahl der Linien wurde auf 28 erhöht, von denen allerdings einige nur am Wochenende bzw. täglich als Anrufsammeltaxi verkehren. Die letzten drei Kurse der Buslinie 360, betrieben von den Wiener Lokalbahnen, wurden in das Netz der NightLine aufgenommen. Diese verkehrt von Wien Oper über Vösendorf und die Shopping City Süd nach Baden. Bisher wurden vier Nachtlinien eingestellt: N52 im Frühjahr 2000 und N72 (mit der 2. Reform eingeführt) Ende Dezember 2007 sowie N50 und N58 im Zuge der Einführung der Nacht-U-Bahn. Während der EM 2008 fuhr entlang der Ringstraße – Zweierlinie und dem Franz-Josefs-Kai die temporäre Linie N1.
Die Nachtlinien fuhren ein Mal auch am Vormittag, am 1. Mai 1998. Nachdem von 1913 bis 1997, unterbrochen durch Weltkriege und Ständestaat, der Betrieb der Verkehrsbetriebe am Ersten Mai erst nach Mittag begann, um den Arbeitnehmern die Möglichkeit zu geben, am Maiaufmarsch teilzunehmen, beschloss der Gemeinderat ab 1998 ganztägigen Verkehr. Die Gewerkschaften legten sich quer, und so beauftragten die Wiener Linien vier private Busunternehmen die Nachtlinien zu bedienen. Ab 1999 gab es dann gewöhnlichen Feiertagsfahrplan.
Ab Anfang 2007 wurden eine Zeit lang in den NightLine-Bussen Fahrscheinkontrollen von so genannten „Nightlinern“ durchgeführt. Diese verkauften Fahrgästen, die ohne gültigen Fahrschein bzw. -ausweis angetroffen wurden, Fahrscheine zum Preis einer normalen Einzelfahrt (Preis bei Kauf im Fahrzeug). Die tagsüber übliche Strafgebühr wurde jedoch nicht angerechnet.
Im Februar 2010 wurde im Zuge einer Volksbefragung entschieden, dass die Wiener U-Bahn in den Nächten vor Samstagen, Sonntagen und Feiertagen durchgehend verkehren soll. Seit dem 4. September sind alle fünf U-Bahn-Linien in diesen Nächten im 15-Minuten-Intervall unterwegs. Während das Nachtbus-Netz montags bis freitags nahezu unverändert blieb, wurden an Wochenenden die parallel zur U-Bahn verkehrenden Buslinien verkürzt oder eingestellt, was auch das Ende der Linien N50 und N58 bedeutete. An Wochenenden verkehren seitdem keine Nachtbusse mehr rund um den Ring.
Im Sommer 2011 verkehrte aufgrund der Teilsperrung der U-Bahn-Linie U6 die Ersatzstraßenbahnlinie „E“ zwischen Nußdorfer Straße und Westbahnhof an Wochenenden auch nachts. Diese Praxis eines Ersatzstraßenbahnverkehrs mit Nachtbetrieb wird seither bei U-Bahn-Baustellen immer wieder angewandt, vor allem entlang von U4 und U6. Im Sommer 2012 gab es aufgrund der Teilsperrung der Linie U1 einen Wochenend-Nachtverkehr mit der Straßenbahn-Sonderlinie 68, die zwischen Schwedenplatz und Reumannplatz verkehrte.
Aufgrund der Corona-Pandemie wurde ab Mitte März 2020 der Nachtbetrieb der U-Bahn an Wochenenden eingestellt und durch Nachtbusse ersetzt. Dabei wurden bis Anfang Juni 2020 auch die Intervalle der Nachtbuslinien sowohl an Wochentagen als auch an Wochenenden von 30 min auf 60 min gedehnt.
Ab Mitte Juli 2020 wurde auf den Linien N8, N25 und N60, und ab Anfang Oktober auch auf der Linie N66 ein 15-Minuten-Intervall bis 2 Uhr früh als Verstärkung zu den fehlenden Nacht-U-Bahn-Linien an Wochenenden eingerichtet.
Ende März 2020 ersetzte die neue Linie N65 die Streckenführung der Linie N66 zwischen Quellenplatz und Am Schöpfwerk. Die Linie N66 fährt seither von Alterlaa entlang der Linie 66A zum Quellenplatz. Im Zuge dieser Änderung wurde auch die Linie N64 in N8 umbenannt.
Anfang Juli 2020 wurden aufgrund einer gesetzlichen Änderung die Anrufsammeltaxi-Linien (ASTAX) auf Rufbusbetrieb umgestellt. Die ASTAX-Linien N23 und N29 wurden in N24 bzw. N81 umbenannt und die Linie N90 in die Rufbus-Linien N90 und N91 aufgesplittet.
Seit Ende August 2020 wird die teilweise parallel zur Lokalbahnstrecke verlaufende, frühere Buslinie 360 der WLB als Linie 303 geführt und von Dr. Richard, zunächst im Auftrag des VOR, ab September 2024 im Auftrag der NÖVOG, betrieben.
Die Wiederaufnahme des Betriebes der Nacht-U-Bahn wurde für 25. Juni 2021 angekündigt. Dabei fuhr bis zum Ende der U2-Teilsperre im Dezember 2024 mit der Linie U2Z erneut ein mit Straßenbahnen geführter U-Bahn-Ersatzverkehr in der Nacht.
Seit 1. April 2023 fährt die Rufbus-Linie N61 an Samstagen, Sonntagen und Feiertagen vom Bahnhof Liesing über Rodaun bis nach Kalksburg. Die Linie N60 wurde bis nach Rodaun verlängert, damit der nicht mehr bediente Abschnitt vom Maurer Hauptplatz nach Rodaun weiterhin bedient wird.
Mit 9. September 2023 wurde die Linie N62 teilweise verlängert. An Samstagen, Sonntagen und Feiertagen fährt sie von ihrer bisherigen Endstelle Speising, Hermesstraße über die Strecke der tagsüber dort verkehrenden Buslinie 56B weiter zum Lainzer Tor.
Mit 14. Dezember 2024 hält die Linie N26 in der Station Erzherzog-Karl-Straße um einen Anschluss an die Linie S80 zu haben, die seitdem auch vor Samstagen, Sonntagen und Feiertagen in der Nacht verkehrt.
Die Nacht-Straßenbahn verkehrt außer als Ersatz bei U-Bahn-Baustellen traditionell nur noch in der „Silvesternacht“ zum Jahreswechsel.

## Netz
| Linie        | Montag bis Freitag                                               | Samstag, Sonntag und Feiertag | Fahrzeugtype                                    | Intervall |
| ------------ | ---------------------------------------------------------------- | --- | ----------------------------------------------- | --------- |
| U1           | –                                                                | Oberlaa – Südtiroler Platz – Karlsplatz – Stephansplatz – Schwedenplatz – Praterstern – Leopoldau                                                                     | U-Bahn: Type V                                  | 15 min.   |
| U2           | –                                                                | Seestadt – Praterstern – Schottenring – Volkstheater – Karlsplatz | U-Bahn: Type V, Type X                          | 15 min.   |
| U3           | –                                                                | Ottakring – Westbahnhof – Stephansplatz – Landstraße – Simmering | U-Bahn: Type V, Type X                          | 15 min.   |
| U4           | –                                                                | Hütteldorf – Längenfeldgasse – Karlsplatz – Landstraße – Schwedenplatz – Schottenring – Spittelau – Heiligenstadt                                                     | U-Bahn: Type V                                  | 15 min.   |
| U6           | –                                                                | Siebenhirten – Bahnhof Meidling – Längenfeldgasse – Westbahnhof – Spittelau – Handelskai – Floridsdorf                                                                | U-Bahn: Type T und T1                           | 15 min.   |
| N6           | Westbahnhof – Enkplatz, Grillgasse                               | Westbahnhof – Gumpendorfer Straße – Matzleinsdorfer Platz – Reumannplatz – Enkplatz, Grillgasse                                                                       | Niederflurgelenkbus                             | 30 min.   |
| N8           | Handelskai – Alterlaa                                            | Handelskai – Währinger Straße-Volksoper – Westbahnhof – Bahnhof Meidling – Alterlaa                                                                                   | Niederflurgelenkbus                             | 30 min.   |
| N17 (Rufbus) | Himberger Straße – Unterlaa                                      | Alaudagasse – Neulaa – Unterlaa | Kleinbus                                        | 30 min.   |
| N20          | Strebersdorf, Edmund-Hawranek-Platz – Kagraner Platz             | Strebersdorf, Edmund-Hawranek-Platz – Floridsdorf – Kagraner Platz | Niederflurbus                                   | 30 min.   |
| N23          | –                                                                | Kagraner Platz – Hausfeldstraße | Niederflurbus                                   | 30 min.   |
| N24 (Rufbus) | Kagraner Platz – Am Heidjöchl – Breitenlee, Ort – Kagraner Platz | Kagraner Platz – Neueßling | Kleinbus                                        | 30 min.   |
| N25          | Ring, Kai – Großfeldsiedlung                                     | Schwedenplatz – Oper, Karlsplatz – Schottentor – Praterstern – Kagraner Platz – Leopoldau                                                                             | Niederflurgelenkbus                             | 30 min.   |
| N26          | Kagran – Eßling, Schule                                          | Kagran – Erzherzog-Karl-Straße – Aspernstraße – Eßling, Stadtgrenze                                                                                                   | Niederflurbus                                   | 30 min.   |
| N29          | Floridsdorf – Wittelsbachstraße                                  | Floridsdorf – Dresdner Straße – Traisengasse – Taborstraße – Schwedenplatz – Wittelsbachstraße                                                                        | Niederflurbus                                   | 30 min.   |
| N30 (Rufbus) | Floridsdorf – Neu Leopoldau                                      | Floridsdorf – Siemensstraße – Neu Leopoldau | Kleinbus                                        | 30 min.   |
| N31          | Schwedenplatz – Stammersdorf                                     | Schwedenplatz – Schottenring – Jägerstraße – Floridsdorf – Stammersdorf                                                                                               | Niederflurbus                                   | 30 min.   |
| N35          | Nußdorfer Straße – Salmannsdorf (nur Rufbus)                     | Spittelau – Nußdorfer Straße – Krottenbachstraße – Salmannsdorf | Mo–Fr: Kleinbus Sa–So: Niederflurbus            | 30 min.   |
| N36 (Rufbus) | Nußdorfer Straße – Nußdorf                                       | Nußdorfer Straße – Spittelau – Heiligenstadt – Nußdorf | Kleinbus                                        | 30 min.   |
| N38          | Ring, Kai – Grinzing                                             | Schottentor – Nußdorfer Straße – Oberdöbling – Grinzing | Niederflurbus                                   | 30 min.   |
| N41          | Schottentor – Pötzleinsdorf                                      | Schottentor – Währinger Straße, Volksoper – Gersthof – Pötzleinsdorf                                                                                                  | Niederflurbus                                   | 30 min.   |
| N43          | Schottentor – Neuwaldegg                                         | Schottentor – Alser Straße – Hernals – Neuwaldegg | Niederflurgelenkbus                             | 30 min.   |
| N46          | Oper, Karlsplatz – Joachimsthalerplatz                           | Oper, Karlsplatz – Volkstheater – Thaliastraße – Ottakring – Otto-Wagner-Areal                                                                                        | Mo–Fr: Niederflurbus Sa–So: Niederflurgelenkbus | 30 min.   |
| N49          | Oper, Karlsplatz – Hütteldorf, Bujattigasse                      | Hütteldorfer Straße – Breitensee – Hütteldorf – Auhof | Niederflurgelenkbus                             | 30 min.   |
| N54 (Rufbus) | Westbahnhof – Ober St. Veit                                      | Westbahnhof – Hietzing – Ober St. Veit | Kleinbus                                        | 30 min.   |
| N60          | Ring, Kai – Maurer Hauptplatz                                    | Hietzing – Rodaun | Niederflurgelenkbus                             | 30 min.   |
| N61 (Rufbus) | Liesing – Maurer Hauptplatz                                      | Liesing – Kalksburg, Lodererweg | Kleinbus                                        | 30 min.   |
| N62          | Oper, Karlsplatz – Speising, Hermesstraße                        | Oper, Karlsplatz – Matzleinsdorfer Platz – Bahnhof Meidling, Schedifkaplatz – Lainzer Tor                                                                             | Niederflurbus                                   | 30 min.   |
| N64 (Rufbus) | Alterlaa – Siebenhirten                                          | – | Kleinbus                                        | 30 min.   |
| N65          | Quellenplatz – Liesing                                           | Reumannplatz – Gutheil-Schoder-Gasse – Am Schöpfwerk – Liesing | Niederflurgelenkbus                             | 30 min.   |
| N66          | Ring, Kai – Liesing                                              | Reumannplatz – Alterlaa – Atzgersdorf – Liesing | Niederflurgelenkbus                             | 30 min.   |
| N67          | Quellenplatz – Inzersdorf, Großmarkt                             | Alaudagasse – Neulaa – Inzersdorf, Großmarkt | Niederflurbus                                   | 30 min.   |
| N68 (Rufbus) | Quellenplatz – Oberlaa                                           | Quellenplatz – Reumannplatz – Oberlaa | Kleinbus                                        | 30 min.   |
| N71          | Oper, Karlsplatz – Kaiserebersdorf, Zinnergasse                  | Alser Straße, Skodagasse – Neubaugasse – Pilgramgasse – Oper, Karlsplatz – Rennweg – Zippererstraße – Enkplatz, Grillgasse – Simmering – Kaiserebersdorf, Zinnergasse | Niederflurbus                                   | 30 min.   |
| N75          | Oper, Karlsplatz – Gasometer                                     | Oper, Karlsplatz – Wien Mitte-Landstraße – Schlachthausgasse – Erdberg – Gasometer                                                                                    | Niederflurbus                                   | 30 min.   |
| N81 (Rufbus) | Praterstern – Praterbrücke                                       | – | Kleinbus                                        | 30 min.   |
| N84 (Rufbus) | Siegesplatz – Seestadt                                           | – | Kleinbus                                        | 30 min.   |
| N90 (Rufbus) | –                                                                | Kaisermühlen – Donaustadtbrücke – Erzherzog-Karl-Straße | Kleinbus                                        | 30 min.   |
| N91 (Rufbus) | –                                                                | Donaustadtbrücke – Siegesplatz | Kleinbus                                        | 30 min.   |
| 303          | Wien Oper, Karlsplatz – Baden, Josefsplatz                       | Wien Oper, Karlsplatz – Matzleinsdorfer Platz – Bahnhof Meidling – Baden, Josefsplatz                                                                                 | Niederflurbus, Hochflurbus                      | 60 min.   |

## Wichtige Linien

### N8
Der Bus N8 ersetzt größtenteils die U6. Die Linie fährt zwischen Alterlaa und Handelskai. Sie ist von Montag bis Freitag in Betrieb. Ihr Intervall beträgt 30 Minuten.

### N25
Die Linie N25 ist ebenfalls im 30-Minuten-Takt von Montag bis Freitag von der Ringstraße bis in die Großfeldsiedlung unterwegs. Sie fährt als Wendeschleife einmal um den Ring.

### N60
Unter der Woche fährt die Linie von der Oper über Hietzing zum Maurer Hauptplatz, wobei diese Linie bei der Ringstraße wendet. An Wochenenden fährt der Nachtbus von Hietzing nach Rodaun. Er ersetzt größtenteils die U4 und die Straßenbahnlinie 60 im 30-Minuten-Takt.

### N66
Es ist die längste Nightline in Wien. Sie fährt zwischen Liesing und Reumannplatz, an Wochentagen sogar weiter bis zur Staatsoper und nutzt den Ring als Wendeschleife.

## Umsteigeknoten

### Oper, Karlsplatz
Am größten Umsteigeknoten Wiens fahren unter der Woche 10 Linien:
N25, N38, N46, N49, N60,
N62, N66, N71, N75

### Schwedenplatz
Hier fahren sechs Linien:
N25, N29, N31, N38, N60, N66

### Schottentor
Beim Schottentor enden die Linien
N41, N43. Die Linie N38 hat hier das Ende ihrer Ringwendeschleife. Weiters fahren hier die Ringlinien N25, N60 und N66.

## S-Bahn

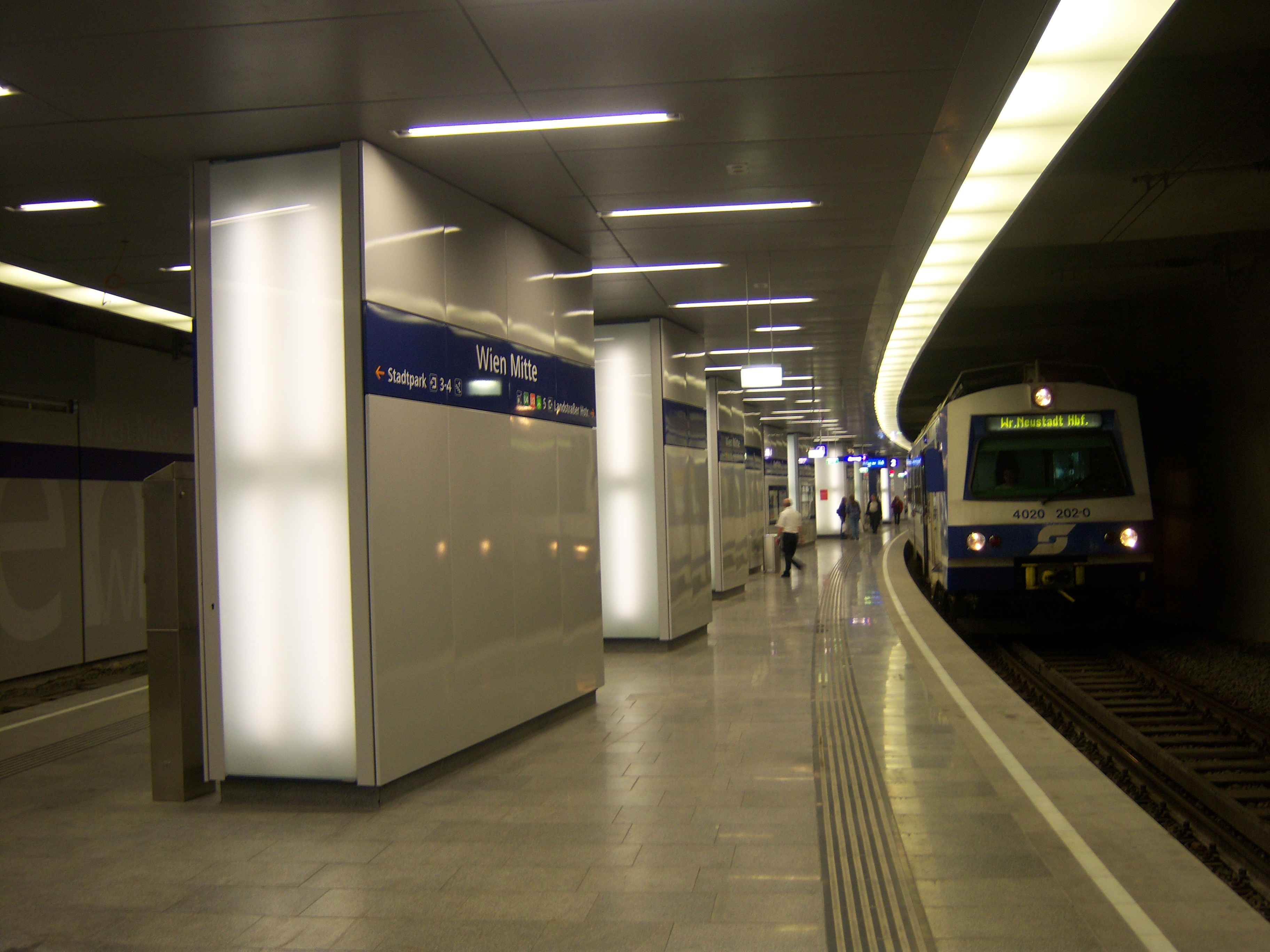
Seit Dezember 2019 verkehren auch die S-Bahn-Linien der Stammstrecke und der Vorortelinie in den Nächten vor Samstagen, Sonn- und Feiertagen.

Zusätzlich zum NightLine-Angebot der Wiener Linien gibt es seit dem 15. Dezember 2019 in den Nächten vor Samstagen, Sonn- und Feiertagen ein Zugangebot der von den ÖBB betriebenen S-Bahn halbstündlich auf der Strecke Mödling – Wien-Floridsdorf (S2/S3 über Stammstrecke) sowie stündlich bis Wiener Neustadt und halbstündlich auf der Strecke Hütteldorf – Handelskai (Vorortelinie S45).
Aufgrund der Corona-Pandemie wurde der Nachtbetrieb der S-Bahn von Mitte März 2020 bis Mitte Mai 2020 eingestellt.
Seit dem 13. Dezember 2020 fährt die S-Bahn an Wochenenden auch in der Nacht von Floridsdorf weiter bis Leopoldau. In Richtung Leopoldau verkehrt sie seitdem auf ganzer Strecke als S1, in Richtung Mödling bzw. Wiener Neustadt weiterhin wie bisher als S2 bzw. S3.
Mit 14. Dezember 2024 fährt auch die LInie S80 halbstündlich in der Nacht von Hütteldorf über die Wiener Hauptbahnhof nach Wien Aspern Nord in den 22. Gemeindebezirk.
| Linie                         | Verlauf | Intervall                 | Bedientage                 | Fahrzeugtype                               |
| ----------------------------- | --- | ------------------------- | -------------------------- | ------------------------------------------ |
| Stammstrecke (Wien) · S1      | (Wiener Neustadt Hbf –) Mödling – Wien-Liesing – Wien-Meidling – Wien Hbf – Wien-Landstraße – Wien-Floridsdorf – Wien Leopoldau | (60 Minuten –) 30 Minuten | Samstag, Sonntag, Feiertag | ÖBB 4746/4744, ÖBB 4020                    |
| Stammstrecke (Wien) · S2 · S3 | Wien Leopoldau – Wien-Floridsdorf – Wien-Landstraße – Wien Hbf – Wien-Meidling – Wien-Liesing – Mödling (– Wiener Neustadt Hbf) | 30 Minuten (– 60 Minuten) | Samstag, Sonntag, Feiertag | ÖBB 4746/4744, ÖBB 4020                    |
| Vorortelinie                  | Wien Handelskai – Wien-Ottakring – Wien-Penzing – Wien Hütteldorf                                                               | 30 Minuten                | Samstag, Sonntag, Feiertag | Bombardier Talent, ÖBB 4020                |
| S80                           | Wien Hütteldorf – Wien Meidling – Wien Stadlau – Wien Aspern Nord                                                               | 30 Minuten                | Samstag, Sonntag, Feiertag | ÖBB 4746/4744, Bombardier Talent, ÖBB 4020 |

## Casino-Linie
| Linie | Verlauf | Intervall | Betreiber       |
| ----- | --- | --------- | --------------- |
| 303   | Oper – Karlsplatz – Matzleinsdorfer Platz – Bahnhof Wien-Meidling – Neu Erlaa – Voesendorf Siebenhirten – Shopping City Sued – Maria Enzersdorf – Baden Landesspital – Bahnhof Baden – Baden Josefsplatz | 60 Min    | Dr. Richard WLB |

Die von Dr. Richard im Auftrag der NÖVOG betriebene Regionalbuslinie 303 von Wien Oper über Matzleinsdorfer Platz, Vösendorf-Siebenhirten, Shopping City Süd, Wiener Neudorf, Mödling und Casino Baden nach Bad Vöslau verkehrt auch in der Nacht, wobei zwischen Oper und Wienerberg keine Bedienung im Stadtverkehr mehr erfolgt. Diese Linie war früher als Linie 360 im Betrieb der Wiener Lokalbahnen und Bestandteil der Wiener NightLine.
Seit 2018 wird aufgrund der Schließung des Bahnhof Wolfganggasse das Gebiet durch die Casinolinie nicht mehr bedient.